# Ladislao III Kán
Ladislao (III) Kán (in ungherese Kán (III) László; ... – prima del 13 maggio 1315) fu un potente nobile ungherese che amministrò de facto in modo indipendente la Transilvania, ricoprendo la carica di voivoda (erdélyi vajda) dal 1295 al 1314 o al 1315.
Vissuto in una fase particolarmente turbolenta per il regno d'Ungheria, rientrò tra gli oligarchi che riuscirono a preservare una propria sfera d'influenza assai a lungo, lottando anche contro i diversi pretendenti al trono.

## Biografia
Ladislao Kán discendeva dal ramo transilvano della famiglia aristocratica dei Kán, il cui capostipite era il bisnonno di Ladislao, Giulio I Kán. Non si hanno informazioni sui suoi primi anni, ma è noto che fu uno dei tre figli di Ladislao II, il quale ricoprì la carica di giudice reale (országbíró). Suo padre morì nel 1278 o poco dopo ed egli ereditò i suoi feudi, ovvero Hosszúaszó (oggi Vale Lungă, in Romania), Szépmező (Șona), Bun (Boiul Mare), Mezőszilvás, Septér (Şopteriu) e Mezőörményes (oggi Urmeniş in Romania). Nel 1280 Ladislao raggiunse l'età adulta ed è possibile che, dieci anni dopo, fosse stato lui quella persona che cedette il possesso dell'insediamento di Vasary nel 1290.
Ladislao Kán compare con certezza nelle fonti nel 1297, quando emanò un documento in veste di voivoda di Transilvania, ovvero governava quella provincia del regno d'Ungheria. Ladislao sostituì Rolando Borsa in quella carica, il quale, all'inizio leale alla corona, insorse contro il suo monarca e venne di conseguenza destituito. A quel tempo, Ladislao doveva figurare tra i sostenitori del re Andrea III d'Ungheria (al potere dal 1290 al 1301), in quanto partecipò a un'assemblea convocata dal re a Buda nel 1298 e fu membro del consiglio reale nel 1299. Dopo la morte del sovrano, quando diversi pretendenti al trono lottarono tra loro tra il 1301 e il 1308, probabilmente non intervenne nel loro conflitto. Tuttavia, durante il periodo dal 1297 al 1313, i monarchi d'Ungheria gli concessero diversi possedimenti nelle regioni orientali del regno, tanto che, ad esempio, prima del 1313 ricevette Roșia de Secaș.

I domini detenuti dagli oligarchi ungheresi all'inizio del XIV secolo

Sebbene non prese parte ai conflitti interni del regno, si sforzò di rafforzare la propria autorità, talvolta sfruttando o abusando della sua carica di voivoda di Transilvania. Inoltre, riuscì a espandere la sua influenza su diversi territori dei sassoni di Transilvania (in precedenza esentati dalla giurisdizione dei voivoda) e usurpò la carica di conti dei siculi (e quindi ottenne anche il controllo sui siculi). Fu infatti in quel frangente che occupò la miniera d'argento di Altrodna (la moderna Rodna, in Romania) ed estese i suoi possedimenti anche oltre la Transilvania, conquistando diversi possedimenti nei comitati di Arad, Csanád e Krassó. Si può osservare che Ladislao Kán entrò in possesso di una parte considerevole dei suoi beni con la forza e con metodi dispotici.
Quando nel 1306 si mostrò riluttante a riconoscere il dominio di re Carlo I d'Ungheria, le cui rivendicazioni erano state sostenute da papa Clemente V, Carlo ordinò a Vincenzo, arcivescovo di Caloccia, di scomunicare Ladislao e di sottoporre il suo territorio a interdetto ecclesiastico. Nel 1307 l'arcivescovo di Caloccia avanzò la prospettiva di azioni disciplinari ecclesiastiche analoghe contro Pietro Monoszló, vescovo di Transilvania, qualora non avesse scomunicato Ladislao Kán, che si era impadronito delle proprietà del prelato di Caloccia. Ciononostante, nell'estate del 1307, Ladislao Kán fece prigioniero re Ottone d'Ungheria, rivale di re Carlo I, durante la sua visita in Transilvania, e lo fece imprigionare in uno dei suoi castelli. Accadde allora che la Corona di Santo Stefano finì nelle sue mani.

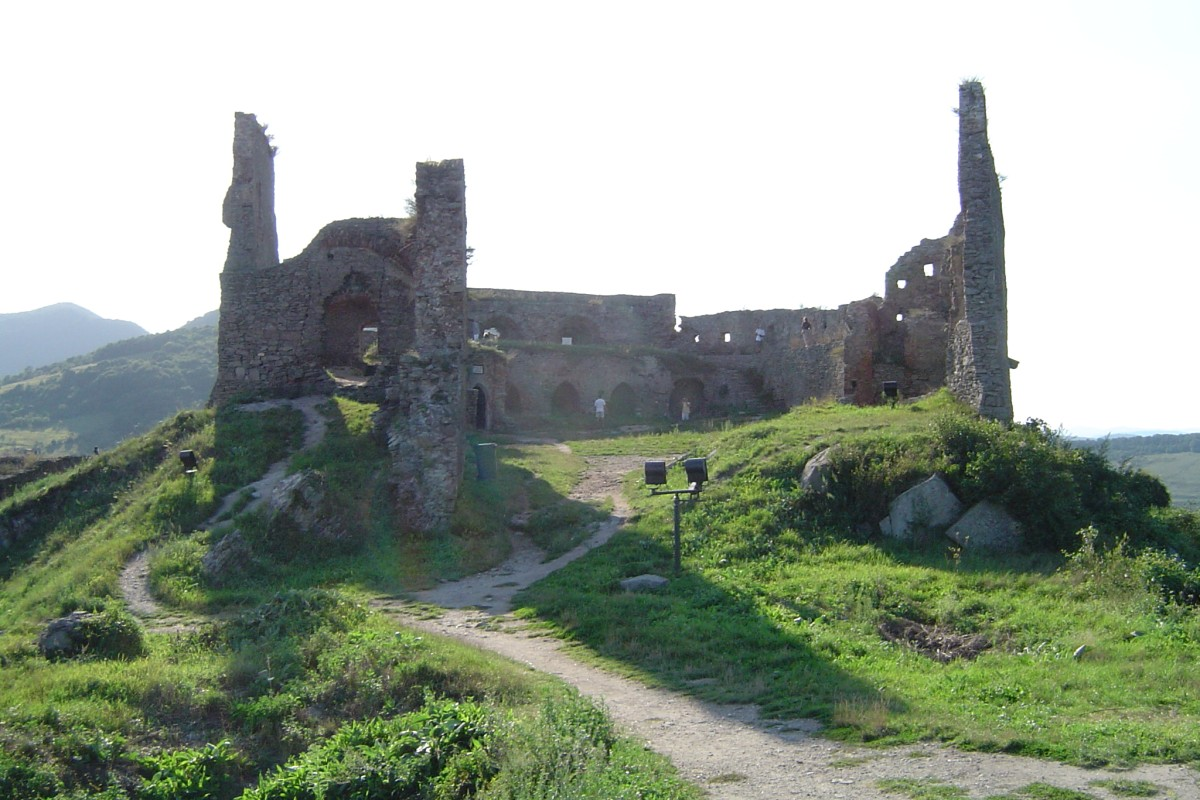
Rovine del castello di Deva, da cui Ladislao esercitava il suo potere

Alla morte del vescovo Pietro di Transilvania, il 27 novembre 1307, Ladislao Kán catturò i canonici che si erano riuniti per eleggere il nuovo vescovo; inoltre, chiese che fosse eletto uno dei suoi figli e occupò i possedimenti del capitolo. Pur avendo promesso, nel luglio del 1308, che non avrebbe sostenuto la pretesa del figlio alla carica vescovile, suggerì due nuovi candidati ai canonici. Nel luglio del 1309, i chierici cedettero alle estorsioni ed elessero Benedetto, vecchio consigliere di Pietro, in qualità di nuovo vescovo di Transilvania.
Nell'autunno del 1308, spedì dei delegati a partecipare all'assemblea tenutasi nei pressi di Pest, dove i prelati e i nobili del regno riconobbero re Carlo. Liberò dunque Ottone nello stesso anno e lo consegnò a Ugrino Csák (un uomo fedelissimo di re Carlo) a Seghedino. Nel frattempo, confedse in sposa sua figlia al figlio «eretico» (cioè di fede ortodossa) di Stefano Uroš II Milutin, re di Serbia.
In quel periodo, il cardinale Gentile da Montefiore arrivò in Ungheria come legato pontificio e si prodigò sia per impedire il matrimonio della figlia del voivoda sia per recuperare la corona. Il fallimento del suo progetto viene dimostrato dalla scomunica di Ladislao Kán che rese nota il 25 dicembre 1309. A causa delle pressioni esercitate su di lui, il voivoda fu costretto a riconoscere re Carlo I come suo sovrano in una sua carta emessa a Seghedino l'8 aprile 1310. Inoltre, si impegnò a restituire la corona entro il 1° luglio (e mantenne la promessa) e a restituire una serie di feudi e cariche che aveva confiscato con la forza. Nella speranza, ciò voleva dire che Ladislao Kán stesso si assunse l'obbligo di rinunciare alla carica di conte di Bistriţa (oggi Bistriţa, in Romania) e di Hermannstadt (oggi Sibiu, in Romania) e alla dignità di conte dei siculi.
In segno di riconciliazione, Carlo visitò la Transilvania nel dicembre del 1310, per la prima volta durante il suo regno. I rapporti tra il re e Ladislao Kán furono verosimilmente rinsaldati del tutto, poiché uno dei suoi scambi di feudi ebbe luogo alla presenza del sovrano nel giugno del 1313. Si trattò dell'ultima apparizione di Ladislao Kán, che morì probabilmente alla fine del 1314 o all'inizio del 1315 (ciò è abbastanza probabile poiché gli atti reali si susseguirono a partire dal marzo del 1315, in cui re Carlo restituì ai legittimi proprietari i possedimenti occupati con la forza dal defunto voivoda). Dopo la morte di Ladislao, il primogenito omonimo, Ladislao IV Kán, si dichiarò voivoda e si ribellò a Carlo I.

## Ascendenza
|                  |  |       | Genitori |  |  | Nonni          |  |  | Bisnonni     |  |
|                  |  |       |          |  |  | Ladislao I Kán |  |  | Giulio I Kán |  |
|                  |  |       |          |  |  | Ladislao I Kán |  |  | Giulio I Kán |  |
|                  |  | Elena |          |  |  | Ladislao I Kán |  |  |              |  |
| Ladislao II Kán  |  |       |          |  |  | Ladislao I Kán |  |  |              |  |
|                  |  |       | …        |  |  |                |  |  |              |  |
|                  |  |       |          |  |  |                |  |  |              |  |
|                  |  | …     |          |  |  |                |  |  |              |  |
| Ladislao III Kán |  |       |          |  |  |                |  |  |              |  |
|                  |  | …     |          |  |  |                |  |  |              |  |
|                  |  |       |          |  |  |                |  |  |              |  |
|                  |  | …     |          |  |  |                |  |  |              |  |
|                  |  |       |          |  |  |                |  |  |              |  |
|                  |  |       | …        |  |  |                |  |  |              |  |
|                  |  |       |          |  |  |                |  |  |              |  |
|                  |  | …     |          |  |  |                |  |  |              |  |
|                  |  |       |          |  |  |                |  |  |              |  |